# كاترين تسيمرمان
كاترين تسيمرمان (بالألمانية: Kathrin Zimmermann)‏ (و. 1966  م) هي سبّاحة من ألمانيا، وألمانيا الشرقية، ولدت في غيرا، شاركت في الألعاب الأولمبية الصيفية 1988.

## روابط خارجية
- كاترين تسيمرمان على موقع الاتحاد الدولي للسباحة (الإنجليزية)
- كاترين تسيمرمان على موقع أوليمبيديا (الإنجليزية)